# Eremophygus philippii
Eremophygus philippii är en skalbaggsart som beskrevs av Ohaus 1910. Eremophygus philippii ingår i släktet Eremophygus och familjen Rutelidae. Inga underarter finns listade i Catalogue of Life.